# Le Brasier
Pour les articles homonymes, voir Brasier.
Pour plus de détails, voir Fiche technique et Distribution.
Le Brasier est un film français réalisé par Éric Barbier sorti en 1991.
Ce long-métrage fut le premier film français à dépasser la barre des 100 millions de francs de budget, ce qui en faisait alors le plus gros budget de l'histoire du cinéma français. Prix Jean-Vigo 1991, il connut un échec commercial cinglant (moins de 40 000 entrées en région parisienne).

## Synopsis
L'histoire est centrée autour de luttes sociales dans le milieu minier français, dans les années 1930, et notamment des tensions entre mineurs français et polonais. Victor, mineur et fils d'immigré polonais, tombe amoureux d'une Française. Les deux jeunes gens s'efforcent de cacher leur amour.

## Fiche technique
- Titre original : Le Brasier
- Réalisation : Éric Barbier
- Scénario : Éric Barbier, Jean-Pierre Barbier
- Producteur exécutif : Jean-François Lepetit
- Musique : José Padilla et Frédéric Talgorn
- Directeur de la photographie : Thierry Arbogast
- Montage : Jennifer Augé
- Costumes : Pierre-Yves Gayraud
- Chef décorateur : Jacques Bufnoir
- Décors : Yan Arlaud
- Sociétés de production : Flach Film, Films A2
- Société de distribution : Warner Bros
- Pays d’origine :  France
- Langue originale : français
- Format : Color - 35 mm - son  Dolby
- Durée : 122 minutes
- Dates de sortie : 
  - France : 30 janvier 1991

## Distribution

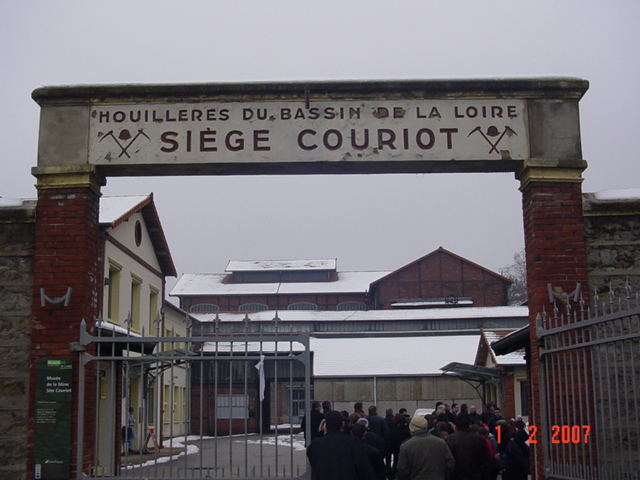
Un des lieux de tournage du film, le puits Couriot à Saint Etienne (France)

- Jean-Marc Barr : Victor Pavlak
- Maruschka Detmers : Alice
- Thierry Fortineau : Emile
- François Hadji-Lazaro : Gros
- Serge Merlin : Betaix
- Tolsty : Piotr Pavlak
- Jean-Paul Roussillon : Dalmas
- Dominique Didry : Octave Garnier

## Tournage
Le film a été tourné dans trois pays : 
- Belgique : à Marchienne, dans l'agglomération de Charleroi, dans le décor des trois chevalements du puits Parent - puits n° 18 du charbonnage de Monceau Fontaine.
- Pologne : à Swietochlowice - Lipiny.
- France : à Saint-Étienne au lavabo de l'ancien puits Couriot et à Tourcoing dans l'ancienne salle du Fresnoy